# Walkersbach (Pfaffenhofen an der Ilm)
Walkersbach ist ein Ortsteil von Pfaffenhofen an der Ilm, der rund sechs Kilometer nordöstlich von Pfaffenhofen und drei Kilometer westlich der A 9 liegt.

## Geographie
Der Ortsteil liegt in der Hallertau, dem weltgrößten Hopfenanbaugebiet und ist überwiegend landwirtschaftlich geprägt. Das Pfarrdorf liegt auf einer Höhe von 480 m ü. NN. und hat ca. 180 Einwohner.

## Geschichte
Erstmals urkundlich erwähnt wird Walkersbach im Jahre 1150.
Am 1. Januar 1972 wurde das bis dahin eigenständige Walkersbach im Zuge der Gemeindegebietsreform in die Stadt Pfaffenhofen an der Ilm eingemeindet.
In jüngerer Zeit wurde Walkersbach durch die Flurneuordnung (1985–1996) und durch das Dorferneuerungsprogramm (seit 2000) stark umgestaltet.
Am 6. September 2008 wuchs die Zahl der „Einwohner“ kurzzeitig auf fast 15.000 Menschen an, nachdem einen Tag lang ein großes „Dorffest“ gefeiert wurde. Walkersbach hatte sich bei einem Wettbewerb des Hörfunksenders Bayern 3 gegen fast 500 andere Orte in Bayern durchgesetzt und dadurch unter anderem einen Auftritt der Band Reamonn in Walkersbach gewonnen.

## Sehenswürdigkeiten
- Katholische Pfarrkirche St. Martin
- In dem zur ehemaligen Gemeinde zählenden Weiler Griesbach befindet sich die unverputzte Filialkirche St. Petrus.